# Chris Brown (альбом)
Chris Brown —  дебютный альбом американского R&B и поп-певца Криса Брауна, выпущенный 29 ноября 2005 года на Jive Records. Диск стал коммерчески успешным и получил статус дважды платинового альбома от RIAA за продажу 2 млн копий в США,. По всему миру было продано 1 млн копий. Крис Браун был номинирован в 2 категориях премии «Грэмми»: «Лучший новый исполнитель» и «Лучший современный R&B альбом».

## Запись
Браун записал альбом в Майами с Марком Питтсом. Они записали около 50 песен.

## Позиции в чартах
Альбом дебютировал на втором месте в Billboard 200; за первую неделю после выпуска было продано более 154 000 копий. В США было продано более 2,1 миллиона экземпляров, в мире — более трёх миллионов. Альбом был сертифицирован дважды платиновым RIAA.

## Синглы
Главным синглом в альбоме стал «Run It!» при участии Juelz Santana, продюсером трека выступил Скотт Сторч. Сингл был на радио долгое время (возглавив чарт Billboard Hot 100 Airplay) и достиг первой строчки в Billboard Hot 100, где продержался пять недель. Он заменил «Gold Digger» Канье Уэста и Джейми Фоккса и затем уступил первое место «Don’t Forget About Us» Марайи Кери. Он также возглавил Billboard Pop 100. Другие синглы альбома — «Yo (Excuse Me Miss)», ещё один хит Брауна, вошедший в американскую десятку лучших, и «Gimme That», выпущенный ремиксом с рэпером Лил Уэйном, и четвёртый сингл «Say Goodbye» достиг десятой строчки в Америке. Пятый и последний сингл альбома, «Poppin'», дошёл только до сороковой строчки вне США.

## Список композиций
| №   | Название                                               | Автор(ы) | Продюсеры                                           | Длительность |
| --- | ------------------------------------------------------ | --- | --------------------------------------------------- | ------------ |
| 1.  | «Intro»                                                | Christopher Brown, Edmund Clement                                                                             | Eddie Hustle                                        | 0:56         |
| 2.  | «Run It!» (featuring Juelz Santana)                    | Scott Storch, Sean Garrett                                                                                    | Scott Storch, Sean Garrett*                         | 3:49         |
| 3.  | «Yo (Excuse Me Miss)»                                  | Johntá Austin, Andrew Harris, Vidal Davis                                                                     | Dre & Vidal                                         | 3:49         |
| 4.  | «Young Love»                                           | Vinny Barrett, Antonio Dixon, Bobby Eli, Keri Hilson, Harvey Mason, Jr., Patrick "J. Que" Smith, Damon Thomas | The Underdogs, Antonio Dixon                        | 3:38         |
| 5.  | «Gimme That»                                           | S. Storch, S. Garrett                                                                                         | Scott Storch, Sean Garrett*                         | 3:06         |
| 6.  | «Ya Man Ain't Me»                                      | Erik Dawkins, A. Dixon, D. Thomas, H. Mason, Jr., Steve Russell, Durrell "Tank" Babbs                         | The Underdogs, Antonio Dixon*                       | 3:34         |
| 7.  | «Winner»                                               | C. Brown, Bryan-Michael Cox, Kendrick Dean, Adonis Shropshire                                                 | Bryan-Michael Cox, Kendrick "WyldCard" Dean*        | 4:04         |
| 8.  | «Ain't No Way (You Won't Love Me)»                     | Warren Felder, Zhang Fuquan, S. Garrett                                                                       | Sean Garrett, Oak*                                  | 3:23         |
| 9.  | «What's My Name» (featuring Noah)                      | C. Brown, Andre Lyon, Stephens Noah, Marcello Valenzano                                                       | Cool & Dre                                          | 3:52         |
| 10. | «Is This Love?»                                        | E. Dawkins, A. Dixon, H. Mason, Jr., S. Russell, D. Thomas                                                    | The Underdogs                                       | 3:17         |
| 11. | «Poppin'»                                              | J. Austin, A. Harris, V. Davis                                                                                | Dre & Vidal                                         | 4:25         |
| 12. | «Just Fine»                                            | C. Brown, Daniel Glass, Lance Bennett, Michael Winans, Peter Zora, Shannon Lawrence                           | Lance Bennett, Mike Winans, Shannon "Slam" Lawrence | 3:52         |
| 13. | «Say Goodbye»                                          | B. Cox, K. Dean, A. Shropshire                                                                                | Bryan-Michael Cox                                   | 4:49         |
| 14. | «Run It! Remix» (featuring Bow Wow and Jermaine Dupri) | Jermaine Dupri, S. Garrett, Shad Moss, S. Storch                                                              | Jermaine Dupri, Scott Storch, LRoc*, Sean Garrett*  | 4:04         |
| 15. | «Thank You»                                            | C. Brown, Tina Davis, Lamont "LA" Fleming, Shea Taylor                                                        | Shea Taylor                                         | 4:27         |
| 16. | «Gimme That Remix» (featuring Lil Wayne)               | S. Storch, S. Garrett, Dwayne Carter                                                                          | Scott Storch                                        | 3:56         |

- (*) сопродюсер.
- (^) дополнительный продюсер.

Семплы
- «Run It!» содержит часть композиции «I Know What Boys Like» в исполнении The Waitresses, написанной Кристофером Батлером[англ.].
- «Young Love» содержит семпл из песни «Sideshow[англ.]» в исполнении Blue Magic[англ.], написанной Bobby Eli и Vinny Barrett.
- «Ain’t No Way (You Won’t Love Me)» содержит часть композиции «Song of the Dragon & Phoenix», написанной Zhang Fuquan.
- «Run It! Remix» содержит семпл из трека «Jam-Master Jay» в исполнении Run-DMC, написанного Darryl McDaniels, Jason Mizell, Joseph Simmons, Larry Smith, Russell Simmons.

## Чарты
| Чарт (2005)                           | Место |
| ------------------------------------- | ----- |
| Australian ARIA Album Charts          | 57    |
| Austrian Albums Chart                 | 66    |
| Belgium Albums Chart (Flanders)       | 47    |
| Dutch Albums Chart                    | 47    |
| European Top 100 Albums               | 42    |
| French SNEP Albums Chart              | 51    |
| German Albums Chart                   | 31    |
| Irish Albums Chart                    | 71    |
| New Zealand RIANZ Albums Chart        | 8     |
| Swiss Albums Chart                    | 18    |
| UK Albums Chart                       | 29    |
| U.S. Billboard 200                    | 2     |
| U.S. Billboard Top R&B/Hip-Hop Albums | 1     |